# Begonia preussii
Begonia preussii é uma espécie de Begonia, nativa do Camarões, Guiné Equatorial e Nigéria.

## Sinônimo
- Begonia buchholzii Gilg
- Begonia sessilanthera Warb.
- Begonia warburgii Gilg [ilegítimo]